# Eriogenes
Eriogenes is een geslacht van vlinders van de familie sikkelmotten (Oecophoridae), uit de onderfamilie Stenomatinae.

## Soorten
- E. cossoides (Butler, 1882)
- E. mesogypsa Meyrick, 1925
- E. meyricki Duckworth, 1973